# イカルスヒメシジミ
イカルスヒメシジミ （Polyommatus icarus ） は、シジミチョウ科に分類されるチョウの一種。

## 分布
ヨーロッパ、北アメリカ、温帯アジアに分布する。

## 特徴
開長3cm。オスの翅は青色で、メスは茶色と地味。雌雄ともに翅裏は淡黄褐色。
都市部の道路脇、森林、海岸沿いでみられる。出現期は4-9月で、年2化もしくは年3化、北の方では年1化。
マメ科を食草とする。

## ギャラリー

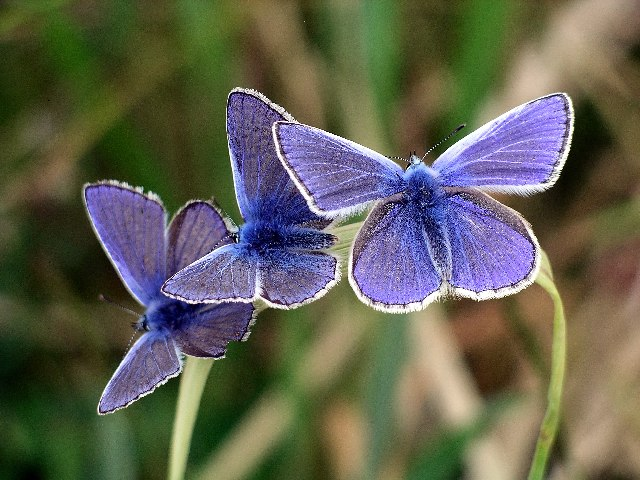
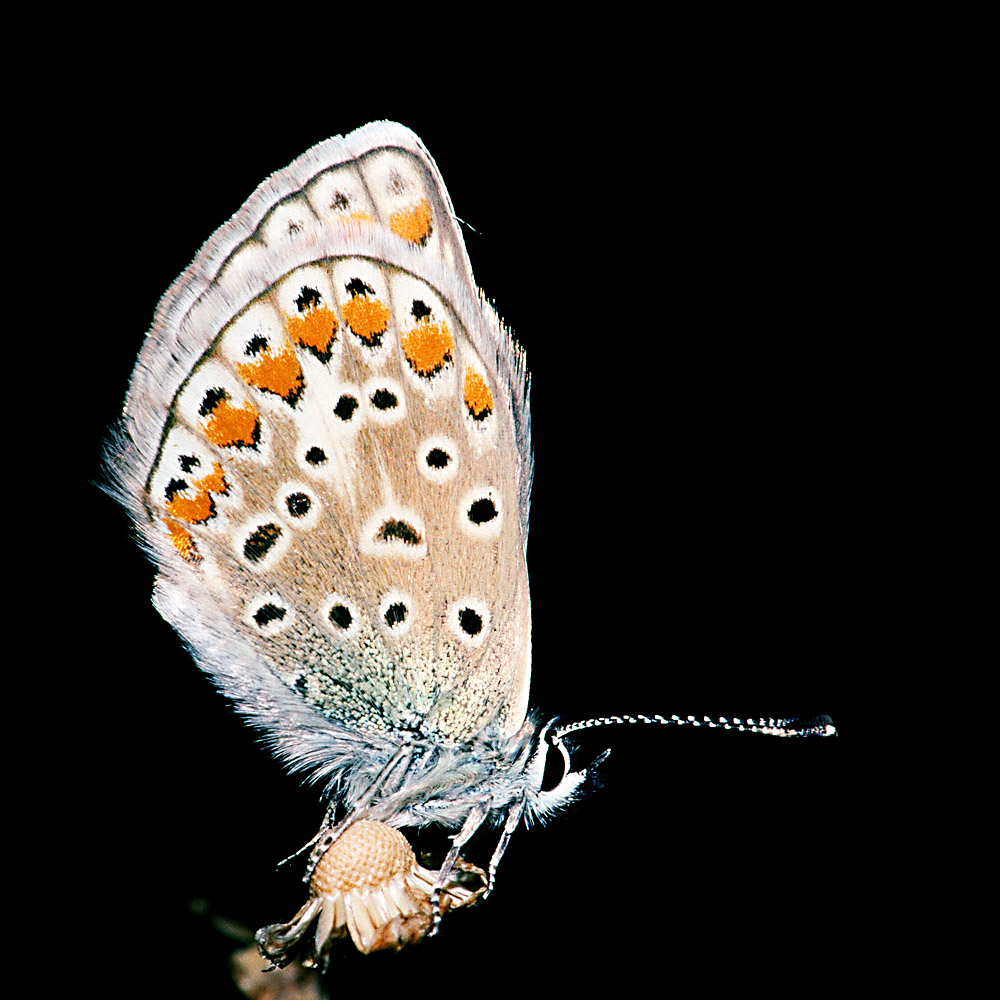
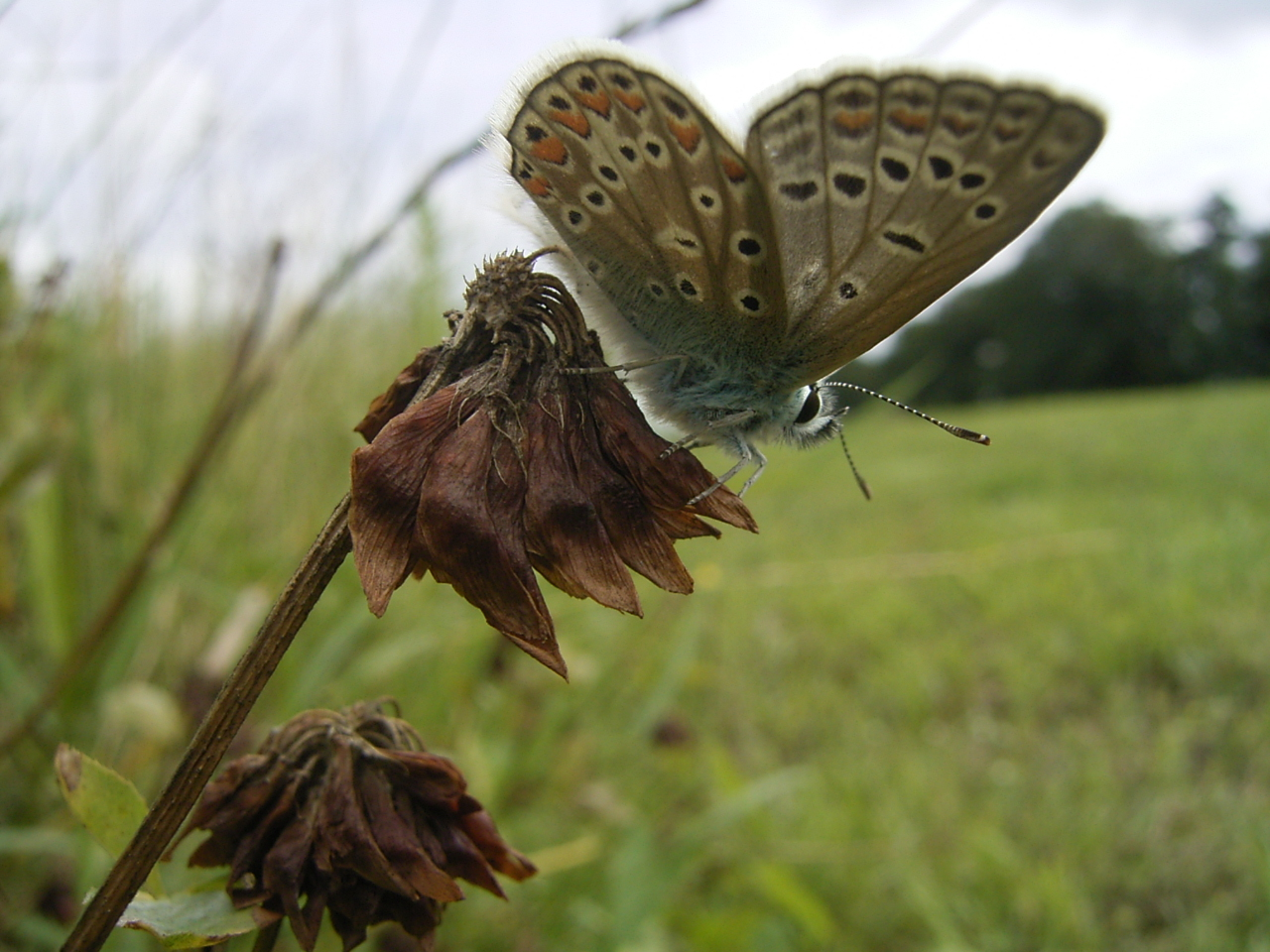
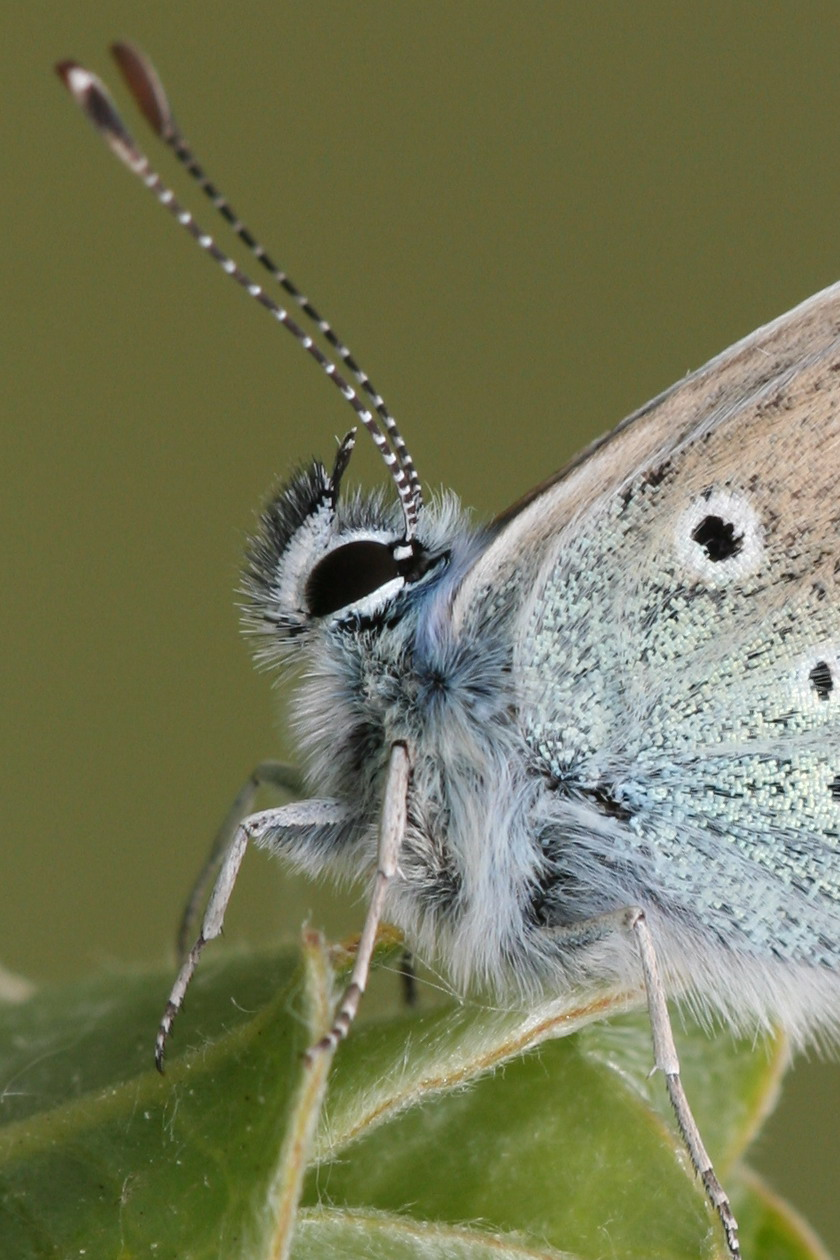
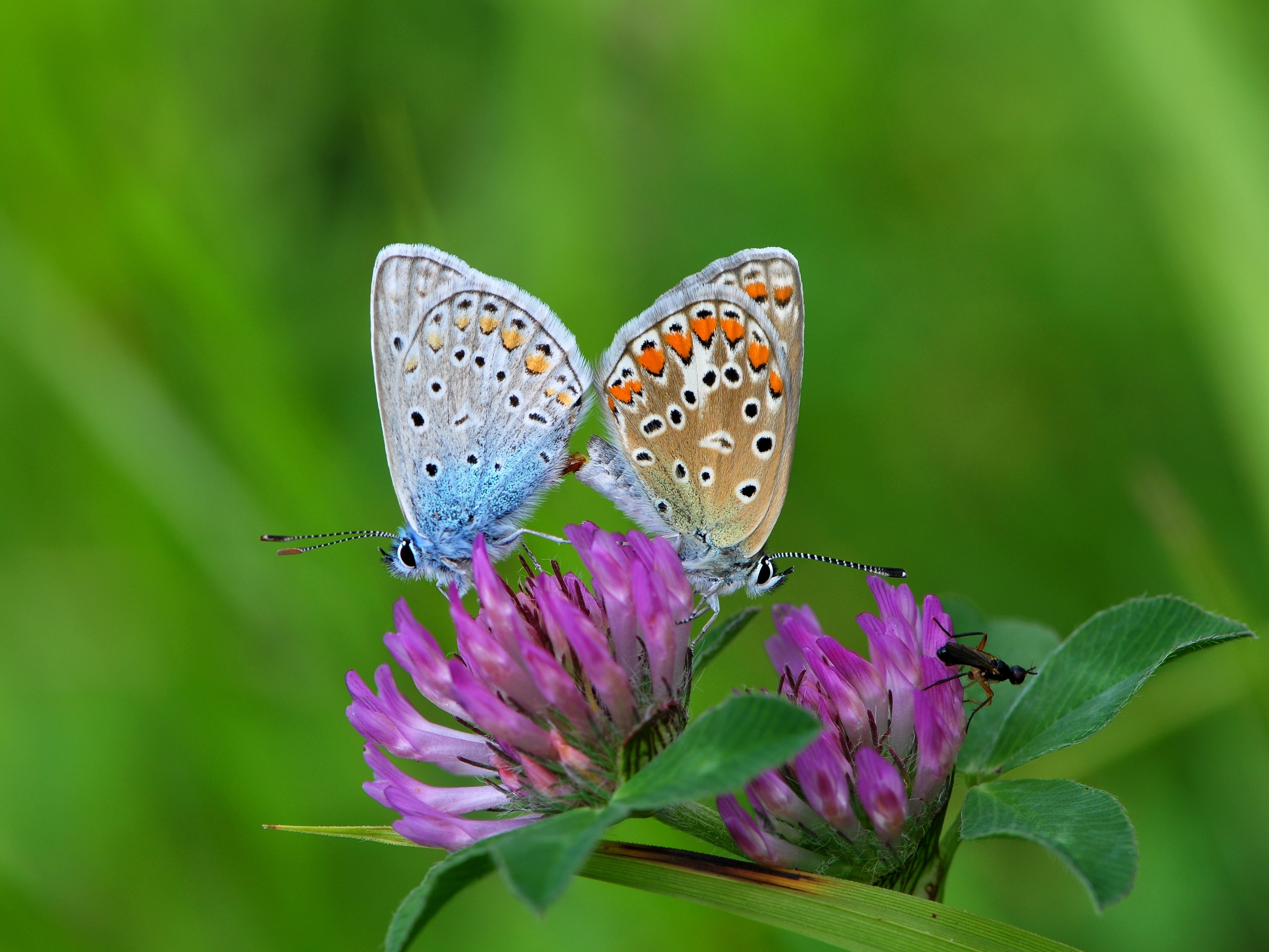
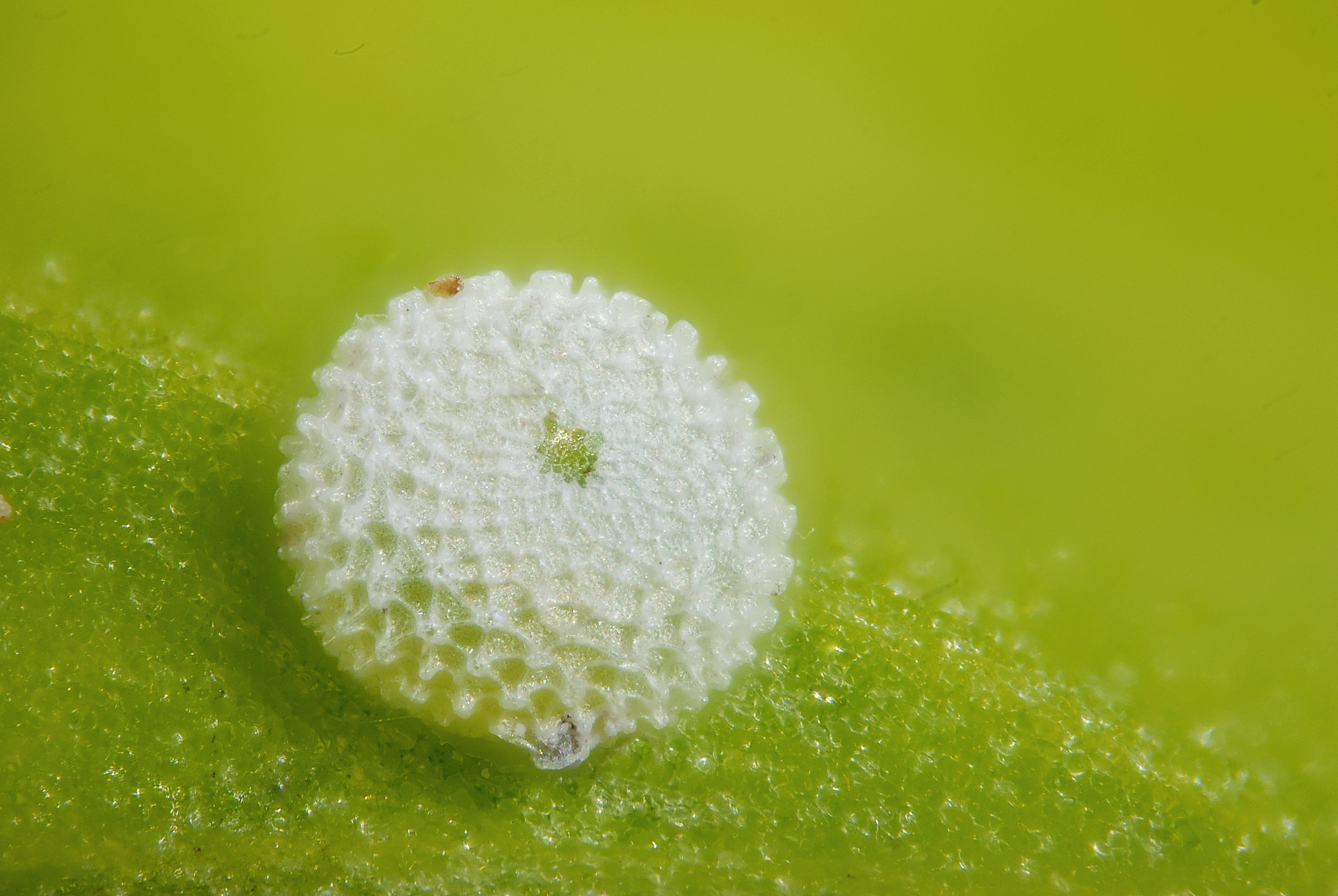
卵